# ابراهيم سيساي
إبراهيم سيساي هو مخرج ومنتج أفلام وناشط سلام مدافع عن حقوق الإنسان والعدالة الاجتماعية. وهو المدير التنفيذي لمبادرة سلام الفنانين الأفارقة (AAPI) ومبادرة تنمية الأطفال والمجتمع من أجل التنمية (CAID) كما يقود ويتطوع مع منظمات شبابية مختلفة في مشاريع عدة.
في 14 سبتمبر 2013، فاز فيلمه يد القدر للممثلة مرياما كولي بجائزة أفضل فيلم وثائقي خلال حفل توزيع جوائز نوليوود ونقاد السينما الأفريقية (جوائز الأوسكار الأفريقية) الذي أقيم في واشنطن العاصمة كما حصل على جائزة شخصية العام في غامبيا وترشح عدة مرات في إفريقيا والأمم المتحدة كسفير للشباب.

## أعماله
- يد القدر (فيلم)